# Boussin
Boussin is een gemeente (commune) in de regio Ségou in Mali. De gemeente telt 11.500 inwoners (2009).